# Ерні Клементс
Ерні Клементс (англ. Ernie Clements, 28 лютого 1922 — 3 лютого 2006) — британський велогонщик.
Учасник Олімпійських Ігор 1948 року.